# کریس لوول
کریس لوول (انگلیسی: Chris Lowell؛ زادهٔ ۱۷ اکتبر ۱۹۸۴) یک هنرپیشه، بازیگر سینما، و خواننده اهل ایالات متحده آمریکا است.
از فیلم‌ها یا برنامه‌های تلویزیونی که وی در آن نقش داشته است می‌توان به خدمتکاران، ورونیکا مارس، درخشان‌ترین ستاره و چرخش اشاره کرد.